# Fufluns

Fufluns
statuetă de bronz 40 cm

Fufluns (sau Puphluns) era zeul fertilității și al vinului în mitologia etruscă, echivalat cu zeul grec Dionysos.
Fufluns pare să fi fost inițial zeul creșterii și al vegetației, dacă se are în vedere rădăcina numelui etrusc: *pople/*puple „a înmuguri, a face lăstari”. Aceeași rădăcină există și în limba latină, de exemplu în cuvântul populus „popor”.
Principala localitate de practicare a cultului zeului Fufluns trebuie să fi fost orașul etrusc Populonia, al cărui nume apare pe unele monede în variantele Pupluna, Pufluna, Fufluna („orașul lui Fufluns”).
În reprezentări plastice (pe ceramică și gravuri pe oglindă), tatăl lui Fufluns este Tinia (Zeus) și mama Semla (Semele). Au fost găsite și reprezentări ale lui Fufluns cu soția sa Areatha, care îi corespunde Ariadnei din mitologia greacă.
Cultul lui Fufluns pare să fi fost suprimat de statul roman, potrivit lui Titus Livius cu ocazia scandalului bacanalei din anul 186 î.Hr. Din perioade ulterioare nu au mai fost găsite urme privind continuarea cultului lui Fufluns. Se presupune că s-a contopit cu acela al zeului Bacchus (echivalentul roman al lui Dionis).